# آرس-دیلو
آرس-دیلو (به فرانسوی: Arces-Dilo) یک کمون در فرانسه است که در canton of Cerisiers واقع شده‌است. آرس-دیلو ۲۷٫۰۲ کیلومتر مربع مساحت دارد.